# Крестовый поход баронов
Крестовый поход баронов — крестовый поход 1239—1241 годов, организованный европейскими князьями по призыву папы Григория IX. В результате после нескольких поражений, без больших военных побед, в основном — за счёт переговоров, удалось увеличить территорию Иерусалимского королевства до размеров, которые оно имело до 1187 года.
Своё название крестовый поход баронов получил потому, что в нём не участвовали короли и императоры, кроме Тибо Наваррского, который был в то же время и графом Шампани.
Во время предыдущего — Шестого крестового похода (1229) германский император Фридрих II заключил с эмиром Аль-Камилем 10-летнее перемирие, по условиям которого Иерусалимскому королевству возвращались Иерусалим, Назарет, Сидон, Яффа и Вифлеем. Но срок этого соглашения был ограничен, и в 1235 году папа Григорий IX призвал правителей европейских государств готовить новый крестовый поход.
Первый отряд крестоносцев возглавил король Наварры Тибо Шампанский. В него входили князья: Гуго IV (герцог Бургундии), Амори VI де Монфор, Роберт де Куртене, Пьер I (герцог Бретани), Гиг IV де Форе, Генрих II (граф Бара), Луи де Сансер, Жан де Брен (граф Макона), Гильом де Жуаньи, Анри де Гранпре. Основные силы этой армии насчитывали 1500 рыцарей. Они отправились в Палестину по морю из Марселя в августе 1239 года и высадились в Акре 1 сентября. К ней присоединились отряды местных христианских княжеств и Кипра.
Военные действия начались в первой декаде ноября. 12 ноября группа крестоносцев (от 400 до 600 человек) отделилась от основного войска и совершила вылазку в глубь арабской территории. 13 ноября этот отряд был наголову разбит под Газой войском Рукн-ад-Дина Хиджави. Генрих Барский был убит, Амори де Монфор попал в плен. Через месяц эмир Трансиордании Ан-Насир Давуд атаковал Иерусалим, немногочисленный гарнизон которого сдался 7 декабря в обмен на обещание свободного отступления в Акру.
Однако вскоре внутриполитическая ситуация во владениях Айюбидов осложнилась, началась гражданская война. Тибо Наваррский вступил в переговоры с враждующими эмирами Сирии и Египта. Согласно договору, заключенному с эмиром Дамаска Салехом Исмаилом, крестоносцам возвращались Иерусалим, Вифлеем, Назарет и часть Галилеи. Причём некоторые из этих территорий находились под властью врага Салеха — эмира Трансиордании Дауда. Опасаясь войны на два фронта, эмир Дауд тоже вступил в переговоры, и летом 1240 года передал крестоносцам почти все земли, на которые они претендовали. В конце сентября большая часть войска Тибо Наваррского вернулась в Европу. В Палестине остались Гуго Бургундский и Ги де Форе, участвовавшие в восстановлении Аскалонской крепости.
Другой отряд крестоносцев — под предводительством Ричарда Корнуолльского — прибыл в Палестину в октябре 1240 года. В его составе были в основном английские дворяне, в их числе — Симон де Монфор (брат Амори де Монфора) и Уильям II Лонгеспе. Ричард завершил переговоры с Айюбидами и тоже принял участие в восстановлении Аскалонского замка. 13 апреля 1241 года состоялся обмен пленными, в том числе был освобождён Амори де Монфор. Останки погибших рыцарей были похоронены в Аскалоне. Войско Ричарда Корнуолльского покинуло Акру 3 мая 1241 года и отправилось домой.
По не совсем понятным причинам крестовый поход 1239—1241 годов не включен в главный список, согласно которому Шестым крестовым походом считается поход под предводительством Фридриха II в 1228—1229 годах, а седьмым — крестовый поход 1247—1249 годов.